# دنا ميتيل-ترانسفيراز
دنا ميتيل-ترانسفيراز(بالإنجليزية: DNA methyltransferase)‏وهو انزيم يقوم بنقل المجموعات احادية الكربون، مثل ميتيلاز الميثيلين إلى الحمض النووي.وينتمي إلى عائلة الحمض النووي من إنزيمات الميثيل . الحامض النووي يخدم طائفة واسعة من الوظائف البيولوجية. وجميع ميثيل الحمض النووي مما يوصف احيانا بمانح الميثيل.

## وصلات اضافية
- Information about DNA methyltransferases and DNA methylation at epigeneticstation.com
- Data for a DNA methyltransferase (DNMT) Antibody
- DNA+Modification+Methyltransferases في المكتبة الوطنية الأمريكية للطب نظام فهرسة المواضيع الطبية (MeSH).

- هذه المَقالة تَشتمل على نَص من المِلكية العامة لِـ بفام وَإنتربرو {{{1}}}.